# Keum Suk Gendry-Kim
Keum Suk Gendry-Kim (en coreà: 김 금숙; Goheung, 1971) és una dibuixant de còmics i traductora sud-coreana, guanyadora d'un premi Harvey. És especialment coneguda per la seva novel·la gràfica Herba, que va aparèixer a les llistes com a millor llibre de l'any a The New York Times i The Guardian i va guanyar diversos premis.
Pel que fa a les influències, l'autora cita el manhwa shōjo Im Kkeokjeong de Lee Doo-ho i els còmics de Lee Hee-jae.

## Biografia
Gendry-Kim va néixer a Goheung, a la província de Jeollanam-do. Per raons econòmiques, la seva família es va traslladar de la Corea rural a la capital, Seül, durant la seva infància, una història que va quedar plasmada en la seva obra Le chant de mon père. El 1994 va deixar el país per anar a viure a París.
Va estudiar pintura occidental a la Universitat Sejong i el 1998 es va graduar en arts, en les especialitats d'escultura i instal·lació a l'Escola d'Arts Decoratives d'Estrasburg. Després d'haver-se graduat va quedar-s'hi un any més per continuar els seus estudis, període durant el qual va treballar com a ajudant docent i va assistir estudiants coreans d'intercanvi, i va completar el seu postgrau a la secció Relure (enquadernació).
L'any 1997, quan la mare de Gendry-Kim va anar a passar un temps a París, es va assabentar de la seva història; la seva mare havia estat separada de la seva germana durant la Guerra de Corea, un drama que més tard va explicar a la seva obra de ficció L'attente: Une famille coréenne brisée par la partition du pays.
Després d'haver viscut diversos anys a França, Keum Suk Gendry-Kim i el seu marit Loïc Gendry van tornar durant un temps a Corea del Sud l'any 2011 i després s'hi va establir de nou i actualment viu a l'illa de Ganghwa. Gendry és traductor i professor de francès com a llengua estrangera.

## Trajectòria
Després del seu pas a l'Escola d'Arts Decoratives d'Estrasburg, va fer algunes exposicions i residències a l'estranger, però va tenir dificultats econòmiques. Impulsada per aquesta situació, a partir del 2006 va començar una feina a temps parcial traduint còmics coreans al francès, on va desenvolupar el seu interès pel gènere, i també produeix obres infantils inèdites a França. L'any 2021 Keum Suk Gendry-Kim havia traduït ja prop d'un centenar de novel·les gràfiques.
Ja havia publicat algunes obres més petites el 2010 abans de debutar en el món del còmic el 2012 amb l'autobiogràfic Le chant de mon père, publicat per Éditions Sarbacane; el còmic parla de l'èxode rural de la seva família als anys setanta.
Va ser l'any 2013, quan va treballar en un còmic breu anomenat Secret basat en el testimoni de les víctimes, que va decidir escriure'n un sobre la situació de les esclaves sexuals durant la guerra, anomenades «dones de conhort», que va donar com a resultat la seva obra premiada Herba.
El 2015 va lliurar Jiseul, que tracta sobre la insurrecció de Jeju el 1948, basat en el treball d'O Muel. L'any 2017 va participar al festival de primavera coreana de Nantes. El 2018, a Delcourt, va signar Herba, que explica la història d'una dona de conhort; Lee Oksun és una esclava sexual de l'exèrcit japonès imperial durant la Segona Guerra Mundial. La dibuixant va voler presentar el punt de vista de les dones a partir d'una entrevista amb una víctima; per aquest recurs i pel seu ús de flashbacks té una similitud amb l'enfocament i el principi narratiu de Maus d'Art Spiegelman. Va trigar tres anys a completar aquest volum de 500 pàgines i ha rebut l'aclamació favorable del públic i de la crítica. L'any 2020 va publicar tres llibres: L'Arbre nu (Les Arènes), Alexandra Kim, la Sibérienne i Jon (Delcourt); aquest últim gira entorn de Jon, un nen amb autisme els pares del qual lluiten contra els prejudicis socials i que esdevé “un petit prodigi musical”.

## Obres

### Traduccions
- 2006: Vedette, de Lee Hee-jae. Traduït del coreà amb Loïc Gendry. Casterman, col·lecció "Hanguk", ISBN 2-203-37709-7
- 2007: Feux, d'Oh Se-young. Traduït del coreà amb Loïc Gendry. Casterman, col·lecció "Hanguk", ISBN 978-2-203-37708-0
- 2007: Histoire des sciences en BD, guió de Jung Hae-Yiong, dibuix de Shin Young-Hee i direcció de Pack Sung-Rae. Traducció amb Loïc Gendry. Casterman, col·lecció "Docu-BD"
  - Volum 1. De l'âge de pierre à la Grèce antique, ISBN 978-2-203-00210-4
  - Volum 2. Des romains au Moyen Âge, ISBN 978-2-203-00211-1
- 2007: Il était une fois, de Lee Joung-A. Traducció amb Loïc Gendry. Saphira, 2007 ISBN 978-2-7522-0220-8
- 2007: Nambul : histoire de la guerre entre la Corée et le Japon, guió de Ya Sul Lok i dibuix de Lee Hyun Se. Traducció amb Loïc Gendry. Kami.
  - Volum 1. Invasion ISBN 978-2-35100-243-8
- 2006: Massacre au pont de No Gun Ri, de Park Kun-woong, adaptació de la novel·la de Chung Eun-yong. Traducció amb Loïc Gendry; adaptació de Bérengère Orieux i Benjamin Chaignon. Vertige graphic / Coconino Press, ISBN 978-2-84999-041-4
- 2007: Mille et une nuits, guió de Jun Jin Suk i dibuix de Han Seung hee. Carabas-Kami.
  - Volum 2, ISBN 978-2-35100-229-2
  - Volum 3, ISBN 978-2-35100-250-6
- 2007: Wild School, volum 4, de Kim Jeong-Han. Traducció amb Loïc Gendry. Éditions Tokebi, ISBN 978-2-7507-0386-8
- 2008: La Vie des gosses, de Kim Hong-mo. Traduït amb Loïc Gendry. Kana, ISBN 978-2-505-00339-7

### Còmics
- 2012: Le chant de mon père,[20] Éditions Sarbacane, ISBN 978-2-84865-499-7
- 2015: Jiseul, adaptació i disseny de l'obra original d'O Muel, Sarbacane, ISBN 978-2-84865-774-5
- 2018: Les mauvaises herbes, Delcourt, col·lecció «Encrages», ISBN 978-2-413-00378-6[21]
- 2020: Alexandra Kim la Sibérienne : la première révolutionnaire bolchévique coréenne qui rêvait d'un monde égalitaire, basat en la novel·la de Jung Cheol-Hoon, traducció amb Loïc Gendry, Éditions Cambourakis, ISBN 978-2-36624-513-4
- 2020: L'Arbre nu, Les Arènes, ISBN 979-10-37502-18-6
- 2020: Jon, Delcourt, col·lecció «Encrages», ISBN 978-2-413-01848-3
- 2021: L'attente, Futuropolis, ISBN 978-2-7548-3049-2

### Altres
- 2015: De case en case : portraits de 15 bédéistes sud-coréens,[22] amb Loïc Gendry i epíleg de Frédéric Ojardias. Atelier des cahiers, Collection Essais, ISBN 979-10-91555-13-5
- 2016: Manger cent façons: La Corée par ses textes (il·lustració), sota la direcció de Benjamin Joinau i Simon Kim. Atelier des cahiers, ISBN 979-10-91555-23-4

### Traduccions al català
- 2024: Herba (Les mauvaises herbes), Reservoir Books, ISBN 978-84-19437-63-1
- 2024: L'espera (L'attente), Reservoir Books, ISBN 978-84-19940-57-5

## Reconeixement
| Any  | Premi                                                            | Categoria                                                     | Obra     | Resultat        | Ref.            |
| ---- | ---------------------------------------------------------------- | ------------------------------------------------------------- | -------- | --------------- | --------------- |
| 2019 | VLA Graphic Novel Diversity Award                                | Millor llibre                                                 | Herba    | Guanyador       | [ 23 ]          |
| 2019 | Premi Bulles d'Humanité (L'Humanité)                             |                                                               | Herba    | Menció especial | [ 24 ]          |
| 2020 | Believer Book Award                                              | No-ficció                                                     | Herba    | Nominat         | [ 23 ]          |
| 2020 | The Cartoonist Studio Prize                                      | Millor còmic imprès de l'any                                  | Herba    | Guanyador       | [ 23 ] [ 25 ]   |
| 2020 | Big Other Book Award                                             | Millor novel·la gràfica                                       | Herba    | Guanyador       | [ 23 ]          |
| 2020 | Los Angeles Times Book Prize                                     | Millor novel·la gràfica                                       | Herba    | Nominat         | [ 23 ]          |
| 2020 | Premi Eisner                                                     | Millor obra basada en la realitat                             | Herba    | Nominat         | [ 23 ]          |
| 2020 | Premi Eisner                                                     | Millor guionista/artista                                      | Herba    | Nominat         | [ 23 ]          |
| 2020 | Premi Eisner                                                     | Millor edició estatunidenca de material internacional         | Herba    | Nominat         | [ 23 ]          |
| 2020 | Premi Harvey                                                     | Llibre de l'any                                               | Herba    | Nominat         | [ cal citació ] |
| 2020 | Premi Harvey                                                     | Millor llibre internacional                                   | Herba    | Guanyador       | [ 23 ] [ 26 ]   |
| 2020 | Premi Ringo                                                      | Millor obra de còmic de no-ficció                             | Herba    | Nominat         | [ 23 ]          |
| 2020 | Premi a la millor novel·la gràfica per adolescents (ALA / YALSA) |                                                               | Herba    | Guanyador       | [ 23 ]          |
| 2020 | Premi Alex (ALA / YALSA)                                         |                                                               | Herba    | Nominat         | [ 23 ]          |
| 2020 | Krause Essay Prize                                               |                                                               | Herba    | Guanyador       | [ 27 ]          |
| 2022 | Premi Harvey                                                     | Millor llibre internacional                                   | L'espera | Nominat         | [ 23 ] [ 28 ]   |
| 2022 | Premi a la millor novel·la gràfica per adolescents (ALA / YALSA) |                                                               | L'espera | Nominat         | [ 23 ]          |
| 2022 | The Cartoonist Studio Prize                                      | Millor còmic imprès de l'any                                  | L'espera | Guanyador       | [ 23 ]          |
| 2022 | Excellence in Graphic Literature Award                           | Millor en literatura gràfica per adults                       | L'espera | Guanyador       | [ 23 ]          |
| 2022 | Los Angeles Times Book Prize                                     | Millor novel·la gràfica                                       | L'espera | Nominat         | [ 23 ]          |
| 2022 | Freeman Book Awards                                              | Millor literatura infantil i juvenil a l'Est i Sud-est d'Àsia | L'espera | Guanyador       | [ 23 ]          |